# Ctenodactylus vali
Ctenodactylus vali és una espècie de mamífer rosegador de la família dels ctenodactílids. Viu a Algèria, Líbia i el Marroc. Es tracta d'un animal diürn, tot i que a vegades roman actiu durant les hores crepusculars, i és bastant solitari. El seu hàbitat natural són les zones rocoses, on busca refugi a les esquerdes i fissures. És una espècie en risc mínim, és a dir, no sembla que hi hagi cap amenaça significativa per a la seva supervivència.